# Cattedrale dei Tre Martiri
La cattedrale dei Tre Martiri (in greco: Καθεδρικός της Τριμάρτυρης) è la cattedrale ortodossa di La Canea, nell'isola di Creta ed è sede della metropolia di Cydonia e Apokoronosa. La cattedrale è stata costruita nel 1864 sul luogo della vecchia chiesa, dove in seguito all'occupazione turca era stata posta una fabbrica per la produzione di sapone. La chiesa ha tre navate e una torre campanaria accanto al fronte principale.